# Dasyhelea formosana
Dasyhelea formosana är en tvåvingeart som beskrevs av Jean-Jacques Kieffer 1921. Dasyhelea formosana ingår i släktet Dasyhelea och familjen svidknott.
Artens utbredningsområde är Taiwan. Inga underarter finns listade i Catalogue of Life.